# Pablo Marín Tejada
Pablo Marín Tejada (nascut el 3 de juliol de 2003) és un futbolista professional riojà que juga com a migcampista a la Reial Societat.

## Carrera de club
Nascut a Logronyo, La Rioja, Marín es va incorporar a la formació juvenil de la Reial Societat el 2016, després de representar l'EDF Logronyo i l'Academia Tiki-Taka. Va fer el seu debut com a sènior amb l'equip C l'1 de novembre de 2020, començant com a titular en una derrota a casa per 1-3 a Tercera Divisió contra el Tolosa CF.
Ascens definitivament a l'equip C abans de la campanya 2021-22, ara a Segona Divisió RFEF, Marín va marcar el seu primer gol com a sènior el 9 d'octubre de 2021, marcant el segon del seu equip en un èxit a casa per 3-1 davant la UD Mutilvera. El 19 de desembre, va marcar un doblet per al C en una victòria per 3-2 al Peña Sport FC.
Marín va fer el seu debut com a professional amb el filial el 8 de gener de 2022, substituint Luca Sangalli en un empat 1-1 fora de casa contra el CD Leganés a Segona Divisió. El seu debut amb el primer equip i la Lliga es va produir el 22 d'octubre, quan va substituir Takefusa Kubo en una derrota per 1-0 fora de casa contra el Real Valladolid.

## Carrera internacional
L'octubre de 2021, Marín va debutar amb la selecció espanyola sub-19.

## Vida personal
El pare de Marín, Fernando, també era futbolista i migcampista. Llicenciat juvenil del CD Logroñés, va participar en 21 partits de Lliga i en més de 200 aparicions amb el conjunt del club.